# Tweelingparadox
De tweelingparadox is een gedachte-experiment in de speciale relativiteitstheorie (SR). Een astronaut maakt een ruimtereis waarin hij lang met zeer hoge snelheden reist. Wanneer hij terugkomt op aarde, blijkt hij jonger te zijn dan zijn tweelingbroer, die op aarde is gebleven. Dit resultaat, de tijddilatatie van bewegende lichamen, wordt voorspeld door de speciale relativiteitstheorie. 

## De paradox
Deze paradox ontstaat door de schijnbare tegenstelling van symmetrie en asymmetrie:
- enerzijds is er de symmetrie dat beide tweelingbroers ten opzichte van elkaar bewegen,
- anderzijds is het uiteindelijke effect asymmetrisch, omdat de beide broers verschillende leeftijden hebben na afloop.

De oplossing van die paradox zit in het besef dat er in de bovenstaande beschrijving een asymmetrisch deel van het experiment is weggelaten: hun snelheid is weliswaar relatief, en dus symmetrisch, maar alleen de reizende broer draait om en daarmee verandert zijn idee van gelijktijdigheid, een effect dat volledig onder SR valt. En dit effect voor de omkerende tweelingbroer, zorgt voor de asymmetrie tussen de twee broers. De omkerende broer vindt dat de broer op aarde tijdens de omkering zo zwaar verouderd is, dat het jonger blijven van de aardse broer, tijdens het reizen met constante snelheid, overtroffen wordt. 
Stel, in een ander experiment vertrekken beide broers elk in een eigen raket en maken zij beiden eenzelfde reis heen en weer, maar in tegengestelde richting. Dan kunnen zij beiden met grote snelheid ten opzichte van elkaar gereisd hebben, maar zijn toch allebei op dezelfde manier verouderd, als hun twee reizen maar symmetrisch waren. Tijdens die delen van de reis, dat beiden met een constante snelheid ten opzichte van elkaar bewegen, vindt elke broer dat de ander minder snel veroudert, maar doordat zij niet bij elkaar in de buurt zijn, kan dit geïnterpreteerd worden als een optisch effect. 
Deze tijddilatatie op zich lijkt misschien problematisch, want hoe kunnen beiden vinden dat de klok van de ander langzamer loopt? Maar juist de eis van symmetrie, gecombineerd met het verschil van mening over gelijktijdigheid, dwingt tot het effect dat voor elk de klok van de ander langzamer loopt.

## Drie inertiaalstelsels
Een andere manier om de asymmetrie te zien, is je te realiseren dat er niet twee, maar drie relevante inertiaalstelsels zijn:
1. een waarin de thuisblijver in rust blijft
2. een waarin de reiziger op de heenweg is
3. een waarin de reiziger op de terugweg naar huis is

Zowel bij zijn vertrek als bij zijn aankomst en het omkeren verandert de reiziger van referentiestelsel, maar alleen het omkeren heeft een effect op de relatieve veroudering van de twee broers. Dit komt doordat alleen bij het omkeren er een afstand tussen de broers is. Als de reizende broer de leeftijd van zijn aardse broer vóór de omkering vergelijkt met zijn leeftijd na de omkering, dan vindt de reizende broer dat zijn aardse broer sterk verouderd is; een effect dat afhangt van de onderlinge snelheid van de broers en van de afstand tussen de twee broers tijdens de omkering. Die afstand speelt een rol omdat het effect veroorzaakt wordt doordat het vlak van gelijktijdigheid van de reizende broer tijdens de omkering een draai maakt en het vlak als het ware door de tijdruimte zwiept, waarbij als in een gelijkbenige driehoek, de maat van de basis recht evenredig is met de hoogte van de driehoek, bij gelijkvormigheid.